# Crawling
"Crawling" är en låt av nu metal-bandet Linkin Park. Det är den femte låten på deras debutalbum Hybrid Theory. "Crawling" utgavs den 1 mars 2001 och vann år 2002 en Grammy i kategorin Best Hard Rock Performance.
En demoversion av låten spelades in under produktionen av Hybrid Theory; den innehåller ett mellanspel där Mike Shinoda rappar före den sista refrängen.

## Låtinformation
"Crawling" är en av de få låtarna på albumet som innehåller väldigt lite rapping. Mike Shinoda har bara en strof som repeteras före refrängerna. 

## Musikvideo
Musikvideon är regisserad av Brothers Strause. Den skildrar en ung kvinnas inre konflikt med hennes far som våldtar henne. Kvinnan (spelad av Katelyn Rosaasen) stänger av resten av världen, representerad av specialeffekter föreställande kristaller som formar sig runt henne. I slutet minskar kristallerna som symboliserar hennes seger över konflikten. Bandet sägs spela i Fortress of Solitude.

## Låtlista
1. "Crawling" (Album Version) – 3:21
2. "Papercut" (Live on BBC Radio One) – 3:21
3. "Behind the Scenes Bonus Footage" (Video) – 9:56

### Webbkällor
- ”Linkin Park – "Crawling"”. Allmusic. https://www.allmusic.com/song/crawling-mt0033233265. Läst 29 december 2020.
- ”Linkin Park – "Crawling"”.  Discogs. https://www.discogs.com/Linkin-Park-Crawling/master/74521. Läst 29 december 2020.
- ”Linkin Park – "Crawling"”. MusicBrainz. https://musicbrainz.org/release-group/62ff49fa-1f3f-3d43-ba79-4e15918fa676. Läst 29 december 2020.